# Josiane Vanhuysse
Josiane Vanhuysse (Wervik, 10 januari 1953) is een voormalig Belgische renster die actief was van 1975 tot 1996. Haar belangrijkste overwinningen zijn de Belgische titel in 1985 en de vijfde rit in de Tour de France Féminin van datzelfde jaar. Het was de eerste Belgische ritzege in de Tour voor vrouwen. Haar zwoegende stijl zorgde ervoor dat ze werd vergeleken met Briek Schotte.

## Carrière

### Begin
Vanhuysse startte met wielrennen op vierentwintigjarige leeftijd in 1977. In dat jaar won ze al het clubkampioenschap met de Groeninge Spurters van Kortrijk. In 1975 start ze bij de elitecategorie. In datzelfde jaar sterft haar vader wat haar extra motivatie geeft om verder te doen. Met succes, want in 1977 wint ze haar eerste wedstrijd en in het daarop volgende jaar wint ze twee keer. Bijna alle wedstrijden die ze won waren in de regen.

### Hoogtepunt
Haar beste jaar kende ze in 1985 toen ze Belgisch kampioen werd, een rit won in de driedaagse van Italië en de vijfde etappe won in de Tour de France Féminin. Het was de eerste keer dat België een delegatie naar Frankrijk stuurde en de eerste Belgische overwinning in de Tour voor vrouwen. Haar ploeggenoten waren Nadine Fiers, Greta Fleerackers, Marina Mampay, Maria Herijgers en Ingrid Mekers. De etappe telde 102,4 km en eindigde op de Côte de Chavigny. Ze liet na vijftig kilometer in de ontsnapping haar medevluchter Thea van Rijnsoever achter met nog drie kilometer te gaan. Het peloton had haar nog bijna ingehaald net voor de finish. België had op die dag twee winnaars, want ook Ludwig Wijnants won bij de mannen. Ze werd dertiende in het eindklassement en was daar tevreden mee, want het was ook een doel om daar goed te scoren.
Bij de rit die ze in Italië won, waren ze ook met twee ontsnapt en slaagde ze erin om haar medevluchtster in de spurt te kloppen. Zelf wijt ze haar werkloosheid als oorzaak voor het succes in 1985.

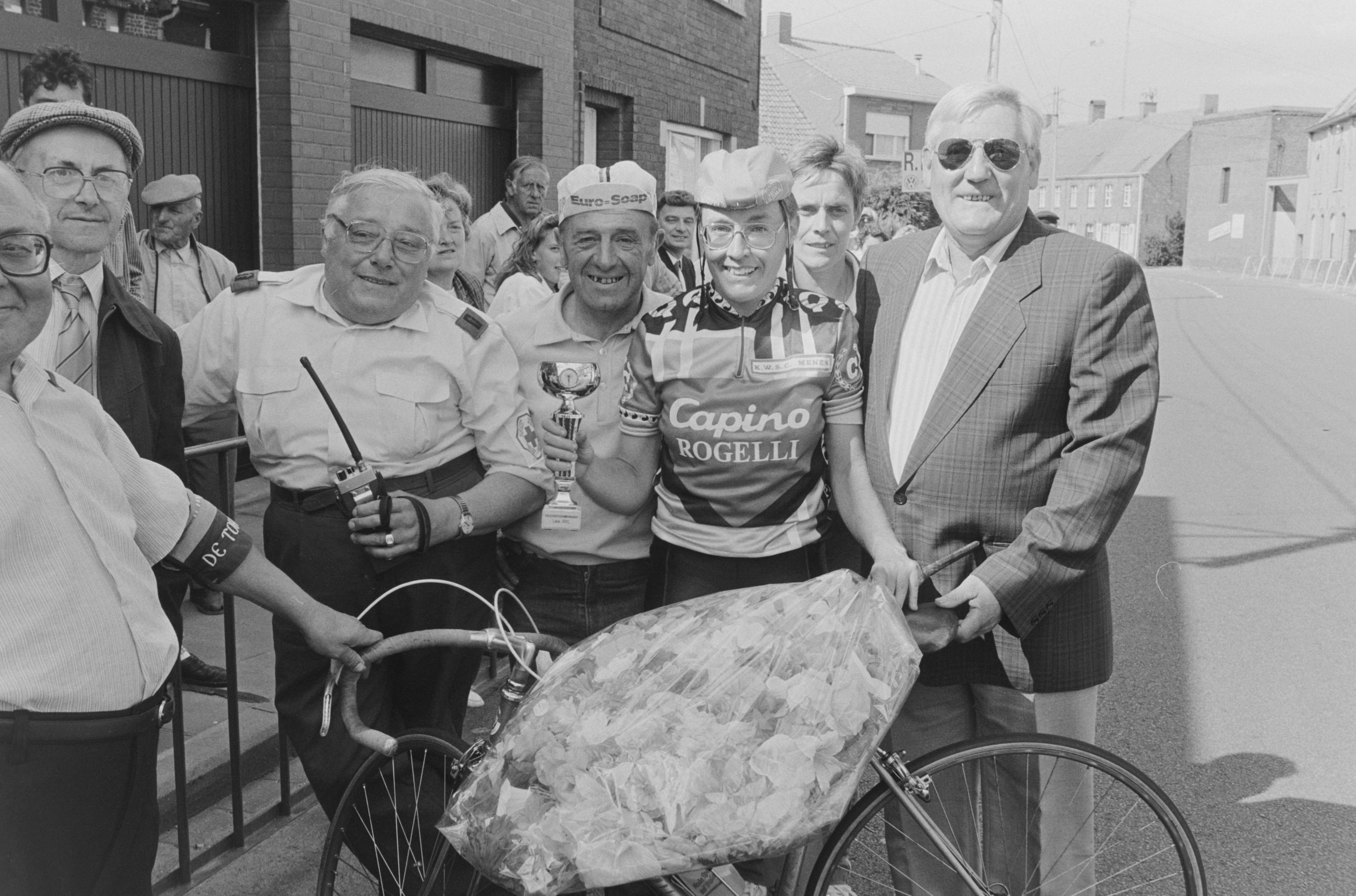
Josiane Vanhuysse poseert na haar overwinning in een wielerwedstrijd in Rumbeke, 1988. (collectie KOERS. Museum van de Wielersport)

Ze nam ook zes keer deel aan het Wereldkampioenschap op de weg. De beste prestatie die ze daar behaalde was een vijftiende plaats in Praag, in 1981. Ze waren met een groep van vijftien weggereden en bleven voorop. Ze kwam als laatste van de groep aan.

### Einde
Tussen 1987 en 1992 wint ze geen enkele wedstrijd meer. Ze had last van mentale vermoeidheid omdat de nieuwe bondscoach uit Brussel haar niet meer selecteerde voor de Tour. In 1992 kwam er opnieuw een andere coach waardoor ze opnieuw een plaats in de selectie kreeg. Uiteindelijk stopte ze definitief in 1996 op vierenveertigjarige leeftijd vanwege de dood van haar moeder.
Ze hield van het wielerleven en de reizen die ze hierdoor kon maken naar onder meer Frankrijk, Italië en Noorwegen. Na haar carrière is ze echter niet veel meer naar het buitenland geweest.

### Post-Carrière
Na haar carrière bleef Vanhuysse het wielrennen volgen en bleef zelf actief door duathlon te doen op aanraden van haar dokter.
In 2012 was ze een gediplomeerd trainster bij de jeugdrenners van CT Force Wervik.
In 2019 is Vanhuysse uitgeroepen tot ereburger van Wervik. Voor deze gelegenheid en haar jaren trouwe dienst bij Bpost kreeg ze een eigen postzegel. Onder meer Kim Gevaert, Gella Vandecaveye en Karl Vannieuwkerke waren aanwezig.

### Extra job
Tijdens haar carrière werkte ze nog geruime tijd als postbode. Het was namelijk niet mogelijk om enkel van het wielrennen te leven. Met deze job was het ook mogelijk om te fietsen tijdens haar werk.

### Begeleiding
In het begin van haar carrière gaf Christiane Goeminne niet enkel tips, maar ook materiaal aan Vanhuysse. Ook sportdokter Jan Derluyn, dezelfde dokter van Jean-Pierre Monseré, gaf niet alleen trainingsschema’s, maar ook begeleiding.

## Uitslagen
1978
- 24ste Belgisch Kampioenschap

1980
- 32ste Wereldkampioenschap
- 6de Belgisch Kampioenschap

1981
- 15de Wereldkampioenschap

1982
- 24ste Wereldkampioenschap

1983
- 45ste Wereldkampioenschap

1985
- 75ste Wereldkampioenschap
- 1ste Belgisch Kampioenschap
- 10de tweede etappe Tour de France féminin
- 1ste vijfde etappe Tour de France féminin
- 10de negende etappe Tour de France féminin
- 8ste elfde etappe Tour de France féminin
- 6de vijftiende etappe Tour de France féminin
- 13de algemeen klassement Tour de France féminin

1986
- 2de Belgisch Kampioenschap
- 6de zevende etappe Tour de France féminin
- 6de elfde etappe Tour de France féminin
- 7de dertiende etappe Tour de France féminin
- 17de algemeen klassement Tour de France féminin

1989
- 83ste Wereldkampioenschap

1990
- 10de eerste etappe Tour de la CEE féminin

1996
- 7de Belgisch Kampioenschap